# George O’Hanlon
George O’Hanlon (ur. 23 listopada 1912, zm. 11 lutego 1989) – amerykański scenarzysta, pisarz, komik i aktor filmowy i telewizyjny.

## Filmografia
głosy
- 1958: Niewidzialny kaczorek jako George
- 1962 - 1987: Jetsonowie jako George Jetson
- 1988: Judy Jetson i Rockersi jako George Jetson
- 1990: Jetsonowie: Na orbitującej asteroidzie jako George Jetson

scenarzysta
- 1942: So You Want to Give Up Smoking
- 1949: So You Want to Be an Actor
- 1953: So You Love Your Dog
- 1964: For Those Who Think Young

seriale
- 1951: The Red Skelton Show jako kapral / pan List
- 1962: The Gallant Men jako Harry Cooper
- 1970: The Odd Couple jako lokator
- 1987: Rok w piekle jako porucznik Ferguson

film
- 1932: Pocałunek śmierci jako obserwator / mężczyzna siedzący na krawężniku
- 1941: New Wine jako Peppi, przyjaciel poeta
- 1948: Czerwcowa narzeczona jako Scott Davies
- 1973: Charley and the Angel jako Police Chief
- 1989: Detektyw w raju

## Wyróżnienia
Posiada swoją gwiazdę na Hollywoodzkiej Alei Gwiazd.